# Mystrocneme albicorpus
Mystrocneme albicorpus là một loài bướm đêm thuộc phân họ Arctiinae, họ Erebidae.